# Super Nova Racing
Super Nova Racing fue una escudería británica fundada en 1991 que ha participado en Fórmula 3000 Internacional, GP2 Series, Auto GP entre otras categorías.

## Historia

### Fórmula 3000
Antiguamente llamada David Sears Motorsport además de Den Blå Avis, participa por primera vez como Super Nova Racing en el campeonato japonés All Japan Formula 3 en 1991 pero da el salto internacional en 1994 cuando se presenta en la Fórmula 3000 europea. Desde ese momento se mantuvo en ese campeonato logrando ganar al año siguiente con los pilotos Vincenzo Sospiri y Ricardo Rosset quienes obtuvieron el primero y segundo lugar del campeonato respectivamente.
Entre 1997 y 1998 Super Nova Racing tuvo a dos de los pilotos más destacados del automovilismo, Ricardo Zonta y Juan Pablo Montoya, mientras que en la temporada 2001 contarían con el australiano Mark Webber con quien conseguirán el subcampeonato.

### A1 Grand Prix
Super Nova Racing participa en el campeonato de automovilismo por países A1 Grand Prix, con los equipos de Alemania y Nueva Zelanda.

### GP2 Series
Con la llegada de la GP2 contó con los pilotos Giorgio Pantano y Adam Carroll quienes conseguirían dos victorias que dejarían al equipo en el tercer lugar de la tabla de constructores en la Temporada 2005 de GP2 Series. Para la temporada 2006 de GP2 Series contrataron al argentino José María López y al malayo Fairuz Fauzy dejando a Super Nova Racing en el noveno puesto al final del campeonato. Para la temporada 2007 sus pilotos fueron el británico Mike Conway y el italiano Luca Filippi consiguiendo la cuarta posición en el campeonato de constructores.
En 2008 contrató los servicios del portugués Álvaro Parente y del danés Christian Bakkerud pero en la primera cita del campeonato Bakkerud se lesionó, lo que provocó que contrataran como sustituto al piloto español Andy Soucek que siguió hasta final de temporada. Con estos dos pilotos terminaron el campeonato de constructores en séptima posición. En 2009 contó con el italiano Luca Filippi, quien ya había estado en el equipo anteriormente, y con el español Javier Villa. Acabaron en el campeonato en el 3º puesto con 67 puntos.En 2010 participarán con el checo Josef Král y el sueco Marcus Ericsson. En 2011 terminan novenos con 20 puntos. Antes de empezar la temporada 2012, la escudería sale del campeonato al no poder hacer frente a su situación económica y es sustituida por la escudería Team Lazarus

### Auto GP
En el 2010 deputan en la Auto GP y en la temporada siguiente (2011) logran terminar cuartos en el campeonato, a pesar de solamente disputar la mitad de la temporada con un solo coche. En 2012 se ploclaman vencedores del campeonato de escuderías gracias a Adrian Quaiffe-Hobbs que además se lleva el campeonato de pilotos.

## Resultados

### GP2 Series
(Clave) (negrita indica pole position) (cursiva indica vuelta rápida puntuable)

| Año  | Chasis                                 | Neu. | N.º | Pilotos            | 1   | 1   | 2   | 2   | 3   | 3   | 4   | 4   | 5   | 5   | 6   | 6   | 7   | 7   | 8   | 8   | 9   | 9   | 10  | 10  | 11  | 11  | 12  | 12  | Puntos | Pos. | Ref.  |
| ---- | -------------------------------------- | ---- | --- | ------------------ | --- | --- | --- | --- | --- | --- | --- | --- | --- | --- | --- | --- | --- | --- | --- | --- | --- | --- | --- | --- | --- | --- | --- | --- | ------ | ---- | ----- |
| 2005 | Dallara GP2/05 Mecachrome V8108 GP2 V8 | B    |     |                    | IMO | IMO | BAR | BAR | MON | MON | NÜR | NÜR | MAG | MAG | SIL | SIL | HOC | HOC | BUD | BUD | EST | EST | MNZ | MNZ | SPA | SPA | SAK | SAK | 102    | 3.º  | [ 2 ] |
| 2005 | Dallara GP2/05 Mecachrome V8108 GP2 V8 | B    | 7   | Giorgio Pantano    | 13† | Ret | 13  | 14  | Ret | Ret | 2   | 7   | 10  | 7   | 12  | 7   | 6   | 2   | 3   | 3   | 2   | 8   | 6   | 3   | NC  | 11  | 5   | 5   | 102    | 3.º  | [ 2 ] |
| 2005 | Dallara GP2/05 Mecachrome V8108 GP2 V8 | B    | 8   | Adam Carroll       | 5   | 1   | 7   | 6   | 1   | 1   | Ret | 2   | 4   | 6   | 21† | 8   | Ret | 11  | 9   | 9   | 7   | 2   | 5   | 6   | 8   | 1   | 9   | 8   | 102    | 3.º  | [ 2 ] |
| 2006 | Dallara GP2/05 Mecachrome V8108 GP2 V8 | B    |     |                    | VAL | VAL | IMO | IMO | NÜR | NÜR | BAR | BAR | MON | MON | SIL | SIL | MAG | MAG | HOC | HOC | BUD | BUD | EST | EST | MNZ | MNZ |     |     | 30     | 8.º  | [ 3 ] |
| 2006 | Dallara GP2/05 Mecachrome V8108 GP2 V8 | B    | 5   | José María López   | 5   | Ret | Ret | 19† | 4   | 3   | Ret | Ret | NC  | NC  | Ret | 14  | 3   | Ret | 7   | 2   | 8   | Ret | 9   | 11  | Ret | Ret |     |     | 30     | 8.º  | [ 3 ] |
| 2006 | Dallara GP2/05 Mecachrome V8108 GP2 V8 | B    | 6   | Fairuz Fauzy       | 15  | 10  | Ret | 15  | 19  | 9   | Ret | 14  | 10  | 10  | 12  | 7   | Ret | 15  | 22  | 10  | 16  | Ret | Ret | Ret | 14  | 10  |     |     | 30     | 8.º  | [ 3 ] |
| 2007 | Dallara GP2/05 Mecachrome V8108 GP2 V8 | B    |     |                    | SAK | SAK | BAR | BAR | MON | MON | MAG | MAG | SIL | SIL | NÜR | NÜR | BUD | BUD | EST | EST | MNZ | MNZ | SPA | SPA | VAL | VAL |     |     | 78     | 4.º  | [ 4 ] |
| 2007 | Dallara GP2/05 Mecachrome V8108 GP2 V8 | B    | 16  | Luca Filippi       | 1   | 3   | Ret | 11  | 4   | 4   | 4   | 2   | 5   | 7   | Ret | Ret | Ret | 16  | Ret | 7   | 2   | 2   | 2   | 7   | 18† | 6   |     |     | 78     | 4.º  | [ 4 ] |
| 2007 | Dallara GP2/05 Mecachrome V8108 GP2 V8 | B    | 17  | Mike Conway        | Ret | 5   | Ret | 12  | Ret | Ret | 9   | Ret | 2   | 5   | 18  | 15  | Ret | 8   | Ret | Ret | Ret | 9   | 5   | 5   | 16  | 9   |     |     | 78     | 4.º  | [ 4 ] |
| 2008 | Dallara GP2/08 Mecachrome V8108 GP2 V8 | B    |     |                    | BAR | BAR | EST | EST | MON | MON | MAG | MAG | SIL | SIL | HOC | HOC | BUD | BUD | VAL | VAL | SPA | SPA | MNZ | MNZ |     |     |     |     | 47     | 7.º  | [ 5 ] |
| 2008 | Dallara GP2/08 Mecachrome V8108 GP2 V8 | B    | 7   | Christian Bakkerud | Ret | DNS |     |     | 10  | Ret |     |     |     |     |     |     |     |     |     |     |     |     |     |     |     |     |     |     | 47     | 7.º  | [ 5 ] |
| 2008 | Dallara GP2/08 Mecachrome V8108 GP2 V8 | B    | 7   | Andy Soucek        |     |     | 19  | Ret |     |     | 13  | Ret | 12  | Ret | 7   | Ret | 8   | 2   | 7   | Ret | 6   | Ret | 9   | 18  |     |     |     |     | 47     | 7.º  | [ 5 ] |
| 2008 | Dallara GP2/08 Mecachrome V8108 GP2 V8 | B    | 8   | Álvaro Parente     | 1   | 7   | Ret | 8   | 5   | 3   | 9   | Ret | 16  | Ret | 3   | 6   | 16  | Ret | 16† | Ret | 2   | Ret | Ret | 12  |     |     |     |     | 47     | 7.º  | [ 5 ] |
| 2009 | Dallara GP2/08 Mecachrome V8108 GP2 V8 | B    |     |                    | BAR | BAR | MON | MON | EST | EST | SIL | SIL | NÜR | NÜR | BUD | BUD | VAL | VAL | SPA | SPA | MNZ | MNZ | ALG | ALG |     |     |     |     | 67     | 3.º  | [ 6 ] |
| 2009 | Dallara GP2/08 Mecachrome V8108 GP2 V8 | B    | 14  | Luca Filippi       | 4   | 7   | Ret | NC  | 2   | Ret | 14  | 16  | Ret | 18† | 6   | 2   | 7   | Ret | Ret | Ret | Ret | Ret | 2   | 1   |     |     |     |     | 67     | 3.º  | [ 6 ] |
| 2009 | Dallara GP2/08 Mecachrome V8108 GP2 V8 | B    | 15  | Javier Villa       | 10  | Ret | 10  | 8   | 7   | 2   | Ret | 15  | 5   | 6   | 3   | 5   | 18† | 9   | 13  | 10  | 7   | 10  | 13  | 2   |     |     |     |     | 67     | 3.º  | [ 6 ] |
| 2010 | Dallara GP2/08 Mecachrome V8108 GP2 V8 | B    |     |                    | BAR | BAR | MON | MON | EST | EST | VAL | VAL | SIL | SIL | HOC | HOC | BUD | BUD | SPA | SPA | MNZ | MNZ | YMC | YMC |     |     |     |     | 19     | 9.º  | [ 7 ] |
| 2010 | Dallara GP2/08 Mecachrome V8108 GP2 V8 | B    | 5   | Josef Král         | 12  | 19  | 13  | 8   | 15  | 14  | Ret | Ret |     |     |     |     |     |     |     |     |     |     | 8   | 5   |     |     |     |     | 19     | 9.º  | [ 7 ] |
| 2010 | Dallara GP2/08 Mecachrome V8108 GP2 V8 | B    | 5   | Luca Filippi       |     |     |     |     |     |     |     |     | 20  | 9   | 10  | 7   | 14  | 6   | 5   | Ret | Ret | 14  |     |     |     |     |     |     | 19     | 9.º  | [ 7 ] |
| 2010 | Dallara GP2/08 Mecachrome V8108 GP2 V8 | B    | 6   | Marcus Ericsson    | 11  | Ret | 12  | 9   | Ret | Ret | 7   | 1   | 12  | 18  | 6   | Ret | 12  | 10  | 13  | 7   | Ret | 11  | 11  | Ret |     |     |     |     | 19     | 9.º  | [ 7 ] |
| 2011 | Dallara GP2/11 Mecachrome V8108 GP2 V8 | P    |     |                    | EST | EST | BAR | BAR | MON | MON | VAL | VAL | SIL | SIL | NÜR | NÜR | BUD | BUD | SPA | SPA | MNZ | MNZ |     |     |     |     |     |     | 20     | 9.º  | [ 8 ] |
| 2011 | Dallara GP2/11 Mecachrome V8108 GP2 V8 | P    | 16  | Fairuz Fauzy       | 12  | 5   | 14  | 6   | 15† | 10  | 16  | 16  | 21  | 15  | 16  | 12  | Ret | Ret | 7   | 21  | 18  | Ret |     |     |     |     |     |     | 20     | 9.º  | [ 8 ] |
| 2011 | Dallara GP2/11 Mecachrome V8108 GP2 V8 | P    | 17  | Luca Filippi       | Ret | 14  | Ret | Ret | 3   | 4   | Ret | 15  | 13  | 12  |     |     |     |     |     |     |     |     |     |     |     |     |     |     | 20     | 9.º  | [ 8 ] |
| 2011 | Dallara GP2/11 Mecachrome V8108 GP2 V8 | P    | 17  | Adam Carroll       |     |     |     |     |     |     |     |     |     |     | 15  | 5   | 19  | 12  | 9   | 11  | 5   | 11  |     |     |     |     |     |     | 20     | 9.º  | [ 8 ] |

### GP2 Asia Series
(Clave) (negrita indica pole position) (cursiva indica vuelta rápida puntuable)
| Año     | Chasis                                 | Neu. | N.º | Pilotos            | 1    | 1    | 2    | 2    | 3    | 3    | 4    | 4    | 5    | 5    | 6    | 6    | Puntos | Pos. | Ref.   |
| ------- | -------------------------------------- | ---- | --- | ------------------ | ---- | ---- | ---- | ---- | ---- | ---- | ---- | ---- | ---- | ---- | ---- | ---- | ------ | ---- | ------ |
| 2008    | Dallara GP2/08 Mecachrome V8108 GP2 V8 | B    |     |                    | YMC1 | YMC1 | SEN  | SEN  | KUA  | KUA  | SAK  | SAK  | YMC2 | YMC2 |      |      | 24     | 6.º  | [ 9 ]  |
| 2008    | Dallara GP2/08 Mecachrome V8108 GP2 V8 | B    | 7   | Christian Bakkerud | Ret  | 11   | Ret  | 14   | Ret  | Ret  | Ret  | Ret  | Ret  | 9    |      |      | 24     | 6.º  | [ 9 ]  |
| 2008    | Dallara GP2/08 Mecachrome V8108 GP2 V8 | B    | 8   | Fairuz Fauzy       | 8    | 2    | 8    | 1    | 2    | 6    | Ret  | Ret  | 11   | 6    |      |      | 24     | 6.º  | [ 9 ]  |
| 2008-09 | Dallara GP2/08 Mecachrome V8108 GP2 V8 | B    |     |                    | SHA  | SHA  | DUB  | DUB  | SAK1 | SAK1 | LOS  | LOS  | KUA  | KUA  | SAK2 | SAK2 | 19     | 7.º  | [ 10 ] |
| 2008-09 | Dallara GP2/08 Mecachrome V8108 GP2 V8 | B    | 11  | Javier Villa       | 4    | 3    | 9    | C    | 9    | 5    | 13   | 10   | 19   | 18   | 15   | 12   | 19     | 7.º  | [ 10 ] |
| 2008-09 | Dallara GP2/08 Mecachrome V8108 GP2 V8 | B    | 12  | James Jakes        | Ret  | 11   | 12   | C    | 22   | Ret  | 9    | 9    | 3    | Ret  | 10   | 14   | 19     | 7.º  | [ 10 ] |
| 2009-10 | Dallara GP2/08 Mecachrome V8108 GP2 V8 | B    |     |                    | YMC1 | YMC1 | YMC2 | YMC2 | SAK1 | SAK1 | SAK2 | SAK2 |      |      |      |      | 14     | 6.º  | [ 11 ] |
| 2009-10 | Dallara GP2/08 Mecachrome V8108 GP2 V8 | B    | 14  | James Jakes        | 3    | 10   |      |      |      |      |      |      |      |      |      |      | 14     | 6.º  | [ 11 ] |
| 2009-10 | Dallara GP2/08 Mecachrome V8108 GP2 V8 | B    | 14  | Marcus Ericsson    |      |      | 17†  | 12   |      |      |      |      |      |      |      |      | 14     | 6.º  | [ 11 ] |
| 2009-10 | Dallara GP2/08 Mecachrome V8108 GP2 V8 | B    | 14  | Jake Rosenzweig    |      |      |      |      | 19   | 14   | 17   | 17   |      |      |      |      | 14     | 6.º  | [ 11 ] |
| 2009-10 | Dallara GP2/08 Mecachrome V8108 GP2 V8 | B    | 15  | Josef Král         | Ret  | Ret  | 16   | 20   | 22   | 16   | Ret  | 18   |      |      |      |      | 14     | 6.º  | [ 11 ] |
| 2011    | Dallara GP2/11 Mecachrome V8108 GP2 V8 | P    |     |                    | YMC  | YMC  | IMO  | IMO  |      |      |      |      |      |      |      |      | 1      | 11.º | [ 12 ] |
| 2011    | Dallara GP2/11 Mecachrome V8108 GP2 V8 | P    | 1   | Fairuz Fauzy       | Ret  | 15   | 8    | Ret  |      |      |      |      |      |      |      |      | 1      | 11.º | [ 12 ] |
| 2011    | Dallara GP2/11 Mecachrome V8108 GP2 V8 | P    | 2   | Johnny Cecotto Jr. | 15   | 7    | 15   | 19†  |      |      |      |      |      |      |      |      | 1      | 11.º | [ 12 ] |

### Citas
1. ↑  Venezuela Lazarus GP Entra en la GP2 Series
2. ↑  «2005 Team Standings - GP2 Series». GP2 Series (en inglés). GP2 Motorsport Limited. Archivado desde el original el 25 de septiembre de 2016. Consultado el 28 de octubre de 2018.
3. ↑  «Point standings: GP2 Series - Season 2006». Speedsport Magazine (en inglés). Consultado el 9 de noviembre de 2018.
4. ↑  «2007 Season Team Standings - GP2 Series». GP2 Series (en inglés). GP2 Motorsport Limited. Archivado desde el original el 23 de septiembre de 2016. Consultado el 28 de octubre de 2018.
5. ↑  «2008 Team Standings - GP2 Series». GP2 Series (en inglés). GP2 Motorsport Limited. Archivado desde el original el 23 de septiembre de 2016. Consultado el 28 de octubre de 2018.
6. ↑  «2009 Team Standings - GP2 Series». GP2 Series (en inglés). GP2 Motorsport Limited. Archivado desde el original el 15 de julio de 2015. Consultado el 28 de octubre de 2018.
7. ↑  «Point standings: GP2 Series - Season 2010». Speedsport Magazine (en inglés). Consultado el 9 de noviembre de 2018.
8. ↑  «Team Standings - GP2 Series 2011». GP2 Series (en inglés). GP2 Motorsport Limited. Archivado desde el original el 27 de septiembre de 2011. Consultado el 28 de octubre de 2018.
9. ↑  «GP2 Asia 2008 Team Standings». GP2 Series (en inglés). GP2 Motorsport Limited. Archivado desde el original el 23 de septiembre de 2016. Consultado el 5 de marzo de 2019.
10. ↑  «Point standings: GP2 Asia Series - Season 2008-2009». Speedsport Magazine (en inglés). Consultado el 5 de marzo de 2019.
11. ↑  «GP2 Asia 2009-10 Team Standings». GP2 Series (en inglés). GP2 Motorsport Limited. Archivado desde el original el 24 de septiembre de 2015. Consultado el 5 de marzo de 2019.
12. ↑  «GP2 Asia 2011 Team Standings». GP2 Series (en inglés). GP2 Motorsport Limited. Archivado desde el original el 26 de septiembre de 2012. Consultado el 5 de marzo de 2019.